# Conus mucronatus
Espèce
Statut de conservation UICN

 LC  : Préoccupation mineure
Conus mucronatus est une espèce de mollusques gastéropodes marins de la famille des Conidae.
Comme toutes les espèces du genre Conus, ces escargots sont prédateurs et venimeux. Ils sont capables de « piquer » les humains et doivent donc être manipulés avec précaution, voire pas du tout.

## Description
La taille d'une coquille adulte varie entre 18 mm et 50 mm. La coquille est acuminalement turbinée, atténuée vers la base, avec des rainures tournantes partout. Ces rainures sont traversées par des stries tournantes. La couleur de la coquille est blanchâtre, légèrement nuancée de brun pâle. La spire est tachetée de brun. 

## Distribution
Cette espèce est présente dans l'océan Indien au large du bassin des Mascareignes. dans l'océan Pacifique, le long des Philippines jusqu'à la Papouasie-Nouvelle-Guinée, les îles Salomon, le Queensland, l'Australie et le Vanuatu ; le long de l'Inde et dans la mer de Chine méridionale.

### Niveau de risque d’extinction de l’espèce
Selon l'analyse de l'UICN réalisée en 2011 pour la définition du niveau de risque d'extinction, cette espèce se trouve des Philippines à la Nouvelle-Guinée et aux îles Salomon ; également dans le Queensland, et au Vanuatu. Elle se trouve dans une large gamme de profondeur, est considérée comme commune localement, n'est pas connue pour avoir des menaces majeures, et est susceptible d'être trouvée dans des zones marines protégées. Elle est classée comme étant de préoccupation mineure.

## Taxonomie

### Publication originale
L'espèce Conus mucronatus a été décrite pour la première fois en 1843 par l'éditeur et naturaliste britannique Lovell Augustus Reeve dans « Conchologia Iconica, or, illustrations of the shells of molluscous animals »,.

### Synonymes
- Conus (Phasmoconus) mucronatus Reeve, 1843 · appellation alternative
- Phasmoconus mucronatus (Reeve, 1843) · non accepté

### Sous-espèces
- Conus mucronatus mucronatus Reeve, 1843
- Conus mucronatus segondensis Fenzan, 2008
- Conus mucronatus var. sibogae Schepman, 1913 (taxon inquirendum)